# Odete Domingos dos Santos
Odete da Conceição Domingos dos Santos é uma professora e política angolana. Filiada ao Movimento Popular de Libertação de Angola (MPLA), é deputada de Angola pela província de Cuanza Sul desde 28 de setembro de 2017.
Santos concluiu bacharelado em psicologia. Iniciou sua carreira profissional como escriturária. Também trabalhou na Organização da Mulher Angolana (OMA), como secretária e integrante da comissão nacional.